# Chapelle Saint-Louis de Gap
La chapelle Saint-Louis est une chapelle du diocèse de Gap et d'Embrun située à Gap, dans les Hautes-Alpes.

## Histoire
Elle est située dans le quartier de Charance.

## Architecture
La chapelle est rectangulaire, surmontée d'un clocher de base carré, en angle, à gauche du portail d'entrée. Le clocher est coiffé d'une toiture à 4 pans, couverte d'ardoises.